# Wilhelm Detmer
Wilhelm Detmer (11 de marzo de 1850, Hamburgo - 12 de diciembre de 1930, Hamburgo) fue un botánico, fisiólogo de plantas y agricultor alemán.
En 1871 obtuvo su doctorado en la Universidad de Leipzig, después de recibir su habilitación en la Universidad de Jena, donde en 1879 se convirtió en profesor asociado. En 1904/05 llevó a cabo la investigación científica en Java, publicando Botanische and landwirtschaftliche Studien auf Java (Botánica y estudios agrícolas en Java, 1907) como consecuencia de ello. En 1923, fue nombrado profesor de la ciencia del suelo , las plantas y fisiología de las semillas en Jena.

## Obras escritas
Él era el autor de Das pflanzenphysiologische Praktikum (1888), un libro posterior traducido al inglés y publicado como "Fisiología Vegetal Práctica: Una introducción a la investigación original para estudiantes y profesores de Ciencias Naturales, Medicina, Agricultura y Silvicultura". (1898) Otras obras señaladas por Detmer incluyen:
- Vergleichende Physiologie des Keimungsprocesses der Samen, 1880 -
- Botanische Wanderungen in Brasilien, 1897 - Botanical excursions in Brazil.[6]

- La abreviatura «Detmer» se emplea para indicar a Wilhelm Detmer como autoridad en la descripción y clasificación científica de los vegetales.[7]